# Campeonato Nacional Feminino
De Campeonato Nacional Feminino (vanwege sponsorredenen ook bekend als Liga BPI) is de hoogste voetbalcompetitie voor vrouwen in Portugal. 
Huidige kampioen van de competitie is SL Benfica. Recordkampioen is SU 1.º Dezembro, dat in totaal 12 titels heeft behaald.
De huidige competitie bestaat uit twaalf clubs. Elke club treft elkaar tweemaal per seizoen. De nummer één van de competitie mag zich kronen tot kampioen en heeft recht op Champions League voetbal.

## Aantal titels per club
| Club              | Aantal | Jaren |
| ----------------- | ------ | --- |
| SU 1.º Dezembro   | 12     | 1999-2000, 2001/02, 2002/03, 2003/04, 2004/05, 2005/06, 2006/07, 2007/08, 2008/09, 2009/10, 2010/11, 2011/12 |
| Boavista FC       | 11     | 1985/86, 1986/87, 1987/88, 1988/89, 1989/90, 1990/91, 1991/92, 1992/93, 1993/94, 1994/95, 1996/97            |
| SL Benfica        | 4      | 2020/21, 2021/22, 2022/23, 2023/24                                                                           |
| Gatões FC         | 3      | 1997/98, 1998/99, 2000/01                                                                                    |
| Sporting CP       | 2      | 2016/17, 2017/18                                                                                             |
| Atlético Ouriense | 2      | 2012/13, 2013/14                                                                                             |
| CF Benfica        | 2      | 2014/15, 2015/16                                                                                             |
| SC Braga          | 1      | 2018/19 |
| ADC Lobão         | 1      | 1995/96 |